# Plimbare cu barca pe râul Epte
Plimbare cu barca pe râul Epte este o pictură în ulei pe pânză realizată în 1890 de pictorul francez Claude Monet. În prezent este găzduită de Muzeul de Artă din São Paulo.
Între 1887 și 1890 Monet s-a preocupat de portretizarea scenelor de pe râul Epte, care i-a înconjurat proprietatea de la Giverny. Surorile Suzanne și Blanche Hoschedé au pozat pentru această serie de poze, răposatul lor tată fiind bancherul Ernest Hoschedé, patron al artelor și colecționar de picturi realizate de Monet, și mama lor, Alice, care a devenit a doua soție a lui Monet. Această serie a început cu La Barque Rose (aflată în colecție privată) și, de asemenea, demne de menționat sunt pânzele La Barque à Giverny (aflată la Muzeul d'Orsay, Paris) și En Barque (Muzeul Național de Artă Occidentală, Tokyo). Tabloul de la Muzeul de Artă din São Paulo, care are și un studiu pregătitor, a fost menționat chiar de artist într-o scrisoare adresată criticului și prietenului Geffroy, din 22 iunie 1890: „Sunt din nou supărat de lucrurile imposibil de făcut: vegetație unduitoare pe fundul apei”. De fapt, una dintre caracteristicile mai singulare ale Plimbării pe Epte în contextul Monet este apropierea apei, care presupune în partea de jos a compoziției o realitate aproape tactilă, de parcă pictorul nu ar fi vrut să descrie doar reflexiile luminoase ale suprafeței sale, cât mai ales adâncimea ei. Deși aparține unei serii, opera din São Paulo este în acest caz unică. Monet prezintă aici materialitatea: această nouă dimensiune vizuală a apei va fi obținută din nou doar treizeci de ani mai târziu în picturile sale din perioada 1918-1924. Prietenia sa cu fotograful Nadar și interesul său autentic pentru fotografie explică încadrarea compoziției, precum și efectul de focalizare produs de mișcarea bărcii pe apă pentru a fi văzută la surorile Hoschedé. În plus, o posibilă sursă a compoziției Muzeului de Artă din São Paulo, așa cum a fost detectat, este gravura Harunobu, intitulată Femeia care culege flori de lotus.